# 아이팟 클래식
아이팟 클래식(iPod Classic)은 애플이 개발한 포터블 미디어 플레이어 ( MP3 플레이어)이다. 용량이 최대 160GB라는 게 특징이다. 현재 6세대를 끝으로 아이팟 클래식은 완전히 단종되었다.

## 주요 기능
- 음악
- 동영상
- 오디오북
- Podcast
- 사진

## 모델
| 세대                  | 그림 | 용량                  | 연결              | 발매 일자                    |
| --------------------- | ---- | --------------------- | ----------------- | ---------------------------- |
| 1세대                 |      | 5, 10 GB              | 파이어와이어      | 2001년 10월 23일             |
| 2세대                 |      | 10, 20 GB             | 파이어와이어      | 2002년 7월 17일              |
| 3세대                 |      | 10, 15, 20, 30, 40 GB | 파이어와이어      | 2003년 4월 28일              |
| 4세대                 |      | 20, 40 GB             | 파이어와이어, USB | 2004년 7월 19일              |
| 4세대 (아이팟 포토)   |      | 20, 30, 40, 60 GB     | 파이어와이어, USB | 2004년 10월 26일             |
| 5세대 (아이팟 비디오) |      | 30, 60, 80 GB         | USB               | 2005년 10월 12일             |
| 6세대 (아이팟 클래식) |      | 80, 120, 160 GB       | USB               | 2007년 출시, 2014년 9월 단종 |

## 제품 구성
- 아이팟 클래식
- 이어폰
- 독 커넥터
- USB 케이블
- 빠른 시작 가이드

## 사진

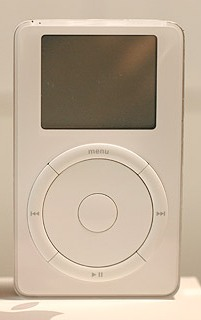
아이팟 1세대
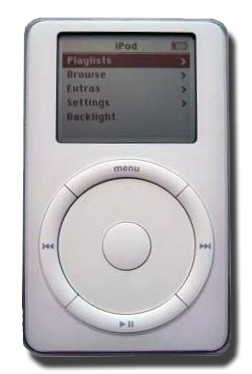
아이팟 2세대
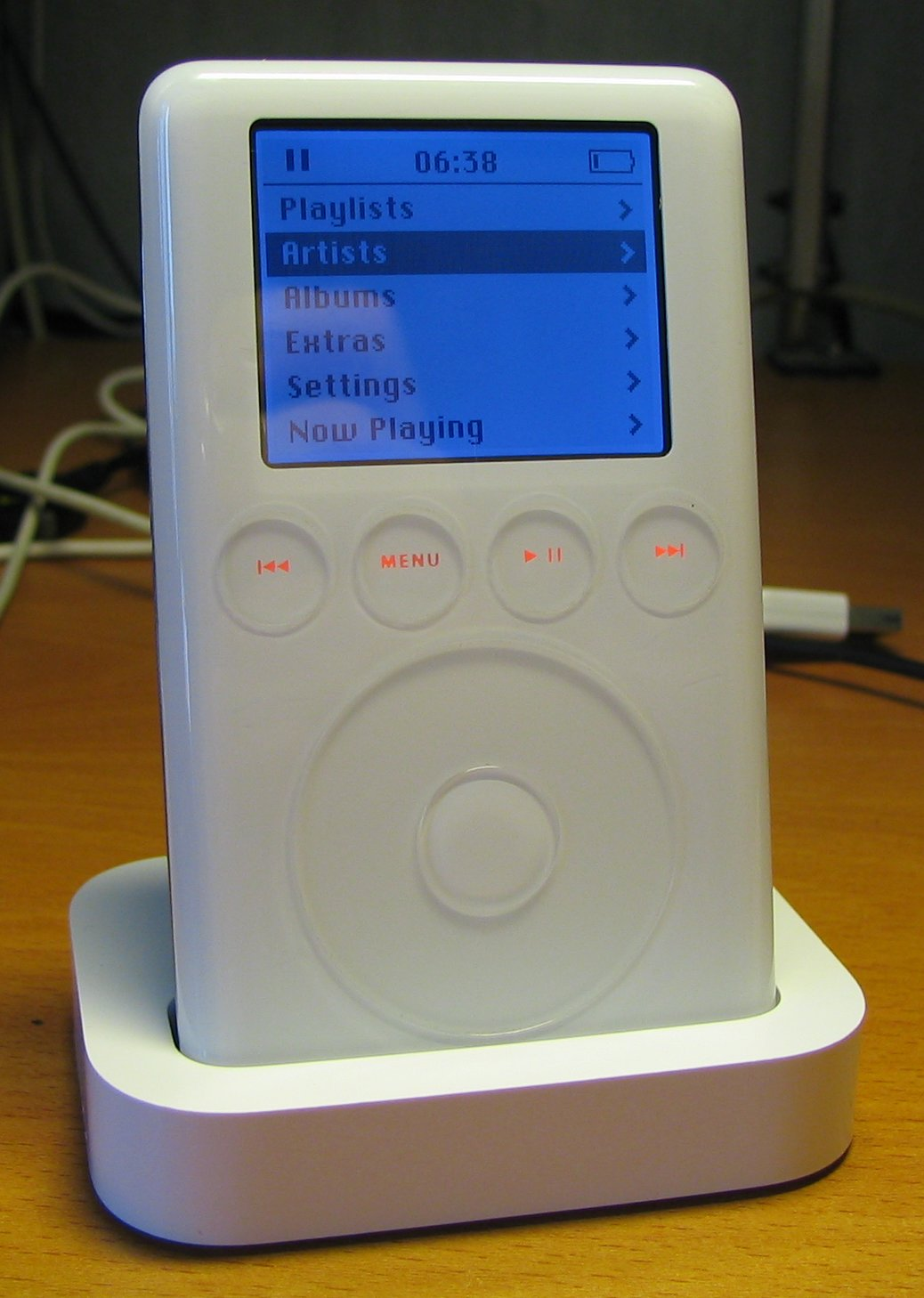
아이팟 3세대
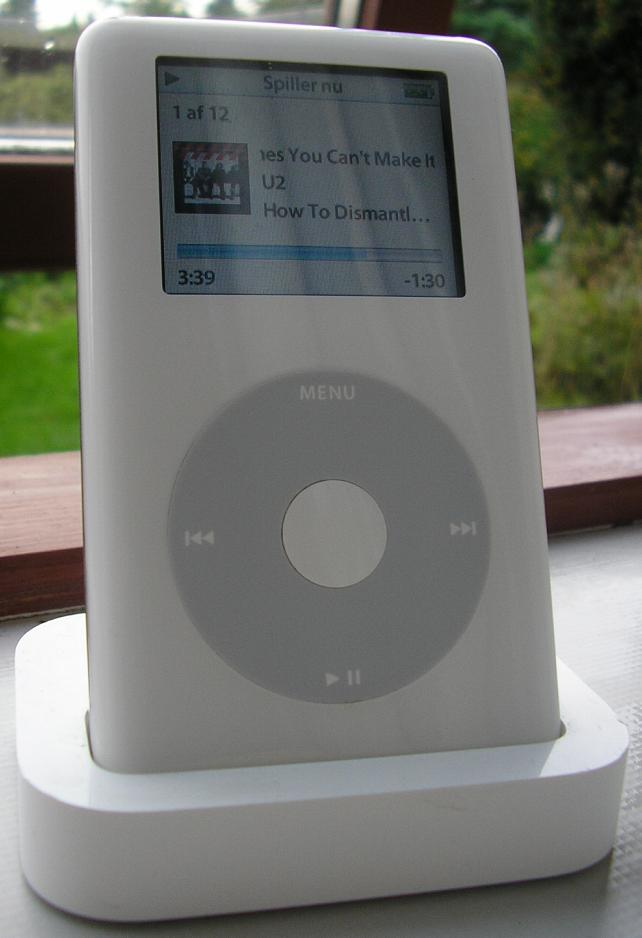
아이팟 4세대
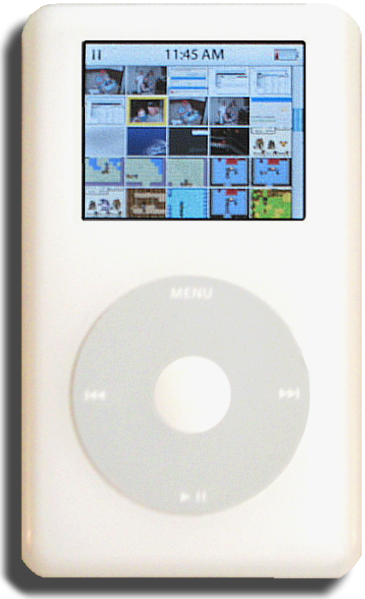
아이팟 4세대 (포토)
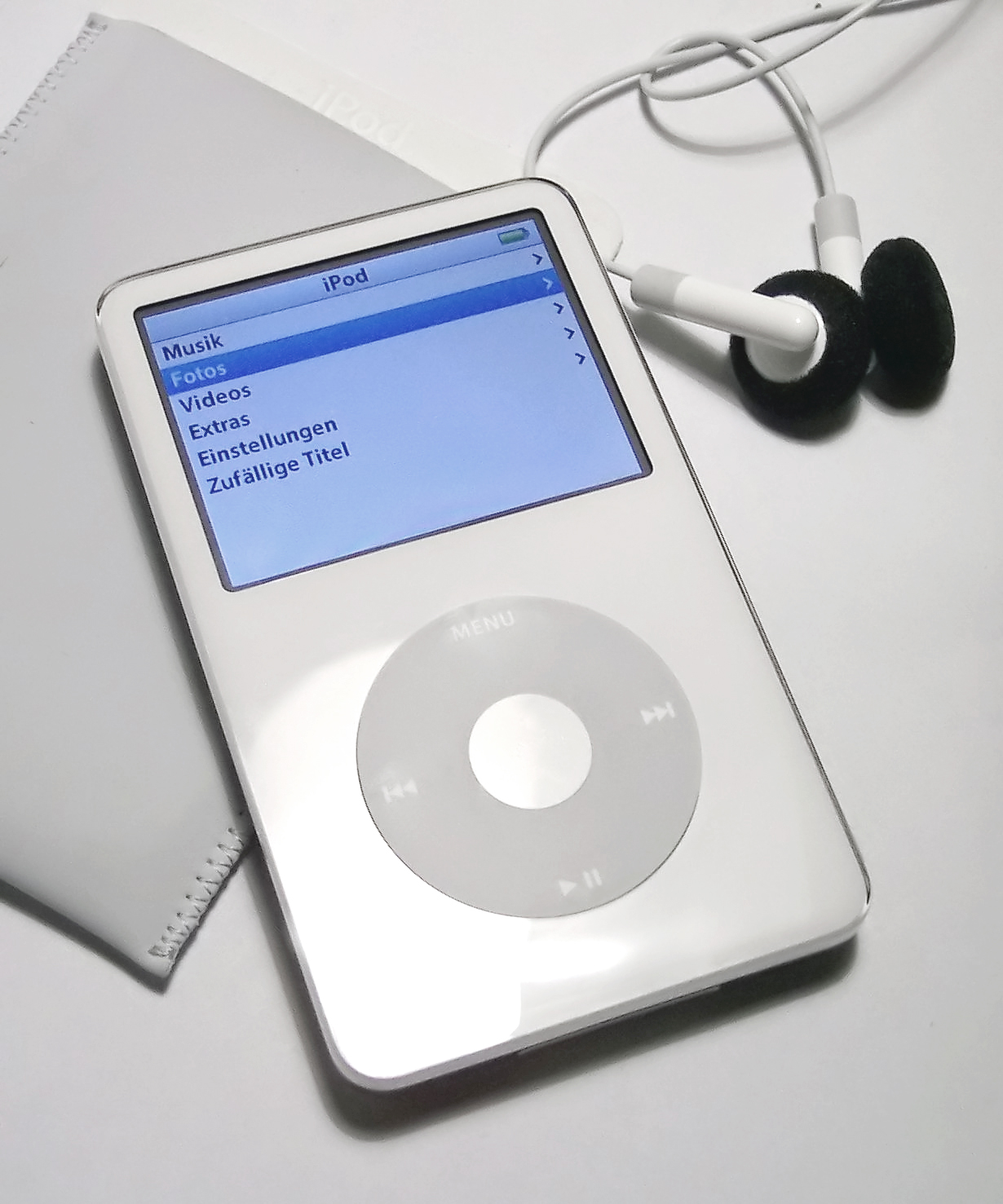
아이팟 5세대 (비디오)
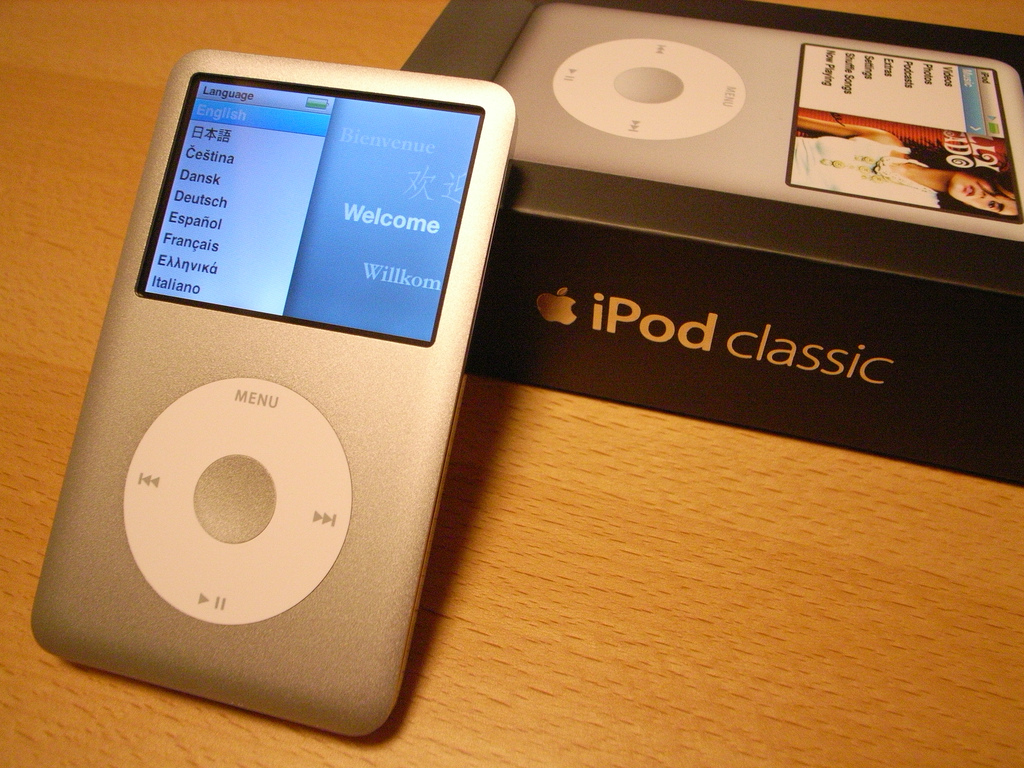
아이팟 6세대 (클래식)
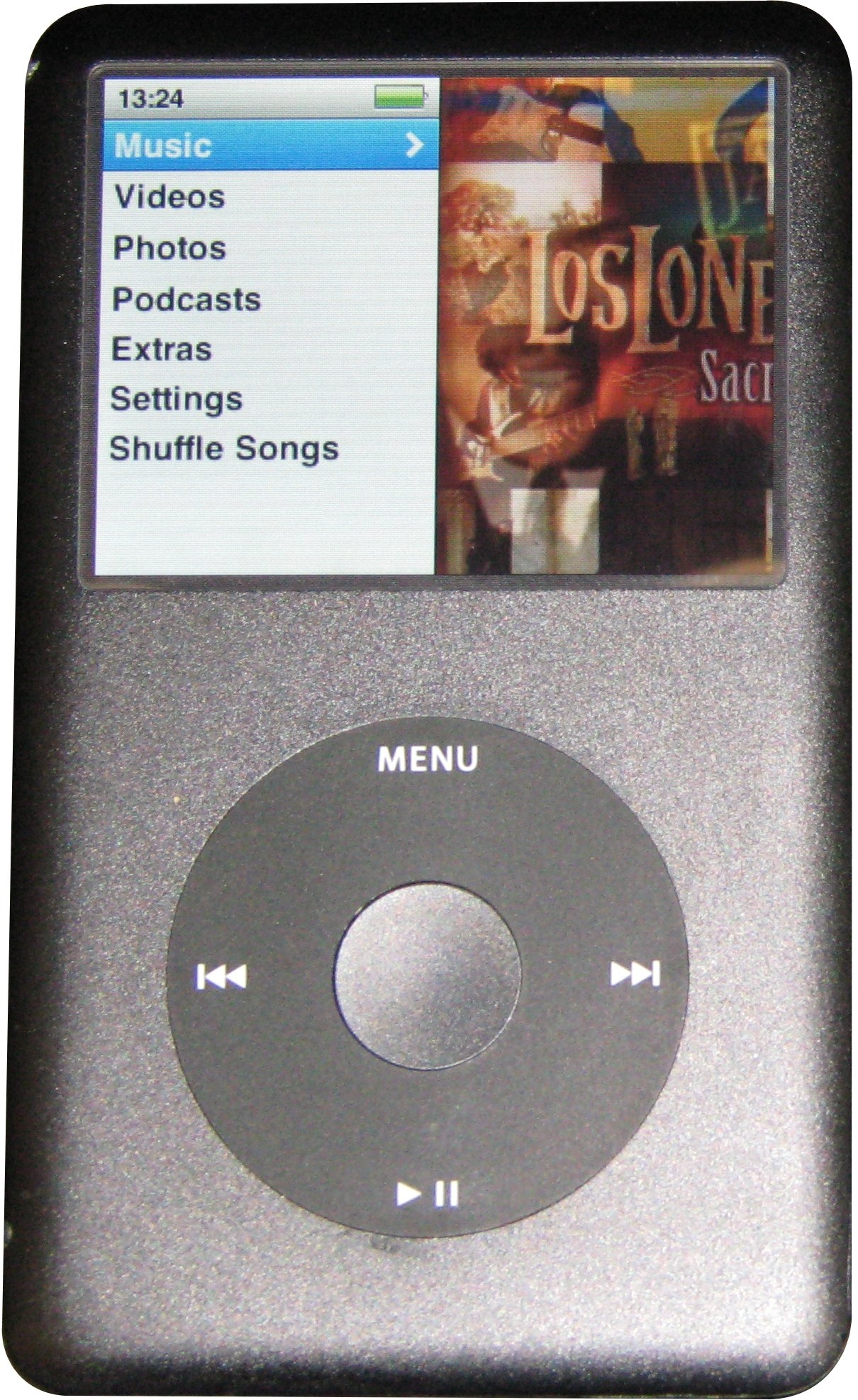
아이팟 6세대 블랙

## 같이 보기
- 아이팟
- 아이팟 터치
- 아이팟 나노
- 아이팟 셔플